# Abel Amiaux
 (septembre 2014).
Abel Amiaux est un illustrateur français, né à Prahecq (Deux-Sèvres) le 27 décembre 1861, et mort à  Niort le 10 avril 1939. Il est inhumé au cimetière Cadet de la ville.

## Biographie
Fils d'un instituteur communal, il fit ses études secondaires au lycée Fontanes de Niort.
Il fut un talentueux dessinateur, caricaturiste et humoriste ; on cite parmi les meilleurs dessins qu'il envoya à Paris « La Stabilisation » et « Le Marchand de cochons ».
Membre de l'association des Dessinateurs humoristes de Paris, il en fut le secrétaire général et occupa cette même fonction dans sa section niortaise. 
Pendant la Première Guerre mondiale, cette association participa aux œuvres de guerre en province ; en octobre 1916 à l'hôtel de ville de Niort — qui hébergea jusqu'à 2 500 blessés à soigner  — Amiaux exposa entre autres  « Le Boche », « La Lettre du fils », « La Torpille » et « Les Toupies austro-boches », puis en décembre à La Rochelle. L'imprimeur local Chebrou publia des reproductions de ses dessins, vendus au profit des blessés.
À partir de 1925, il vit une partie de l'année 25, rue Daguerre à Paris.
En 1926 il exposa à l'Exposition des Beaux-Arts de Niort plusieurs dessins rehaussés de couleurs : « La Belle Truie », « Un bras trop long », « Le Notaire », « Le Médecin », « L'Inflation », « Que d'articles ! » et « Croquis d'album ».
Dans les années 1930, il demeura rue du Bas-Sablonnier à Niort.
Il réalisait ses illustrations à l'encre et rajoutait une courte légende en poitevin ou en français pour compléter le dessin.
Il a « croqué » des chanteurs et des acteurs de cinéma, mais également les hommes politiques locaux, qu'il connut grâce à son ami le député Gaston Deschamps : parlementaires, conseillers généraux et conseillers municipaux de Niort, ville chef-lieu, et le préfet Buloz, réunis dans une célèbre « galerie de portraits » sous forme d'un album aux savoureux quatrains humoristiques (Niort, Baussay, 1922).

## Œuvres

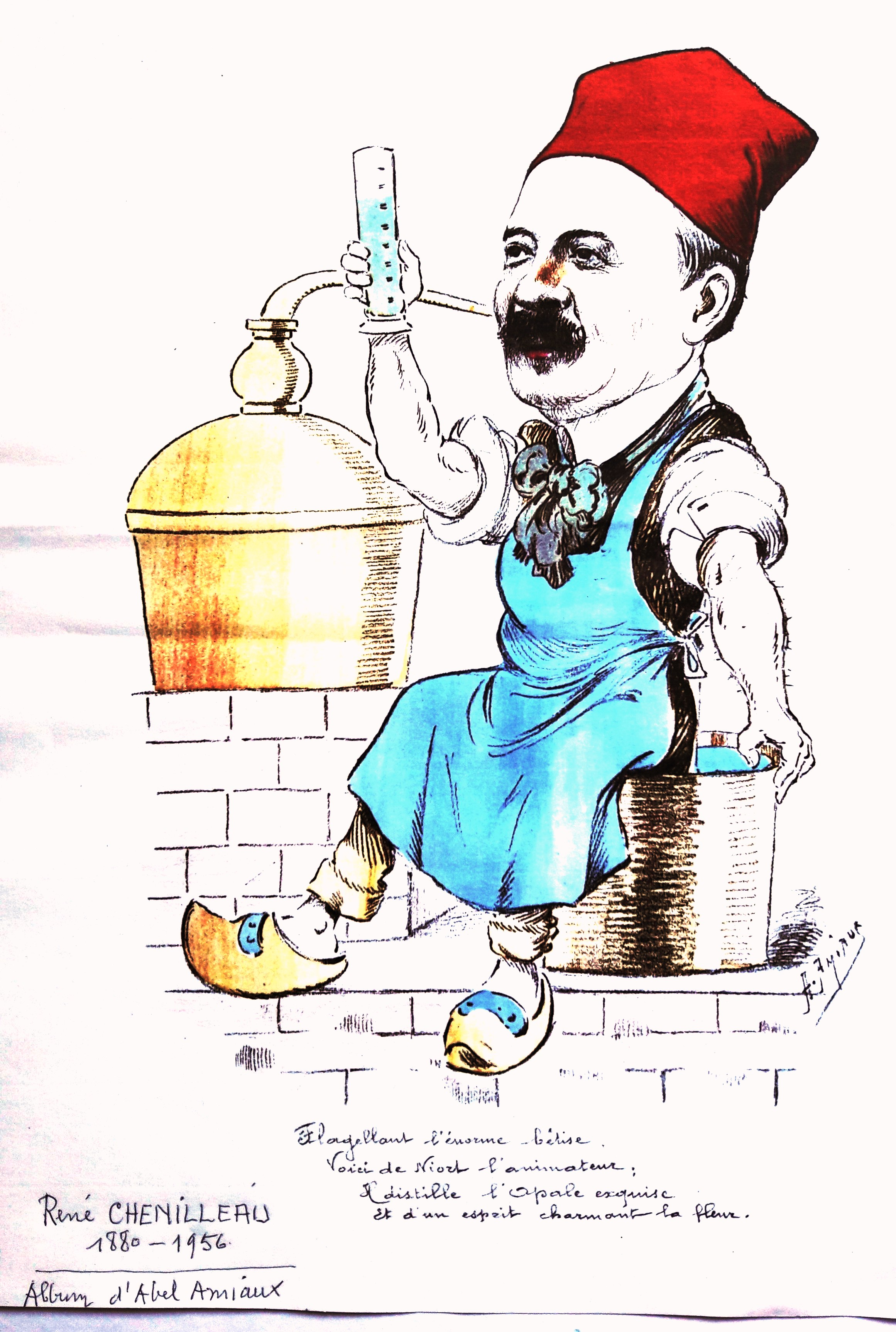
Caricature issue de l'album d'Abel Amiaux. On reconnait René Chenilleau, conseiller municipal de Niort, qui possède une importante maison de distillation.

La Médiathèque Pierre-Moinot de Niort conserve un des deux-cents exemplaires complets de cet album — devenu rares car parfois démembrés — et le musée Henri-Barré de Thouars, le portrait du vétérinaire et conseiller général Ménard.
Une collection niortaise conserve une lettre écrite par lui vers 1936 sur une feuille de la célèbre brasserie La Coupole à Paris encadrée de deux dessins de têtes de jeunes femmes, une photographie de lui en buste et un article — nécrologique ? — évoquant la vente de ses œuvres, l'ensemble encadré.
En juillet—août 2009, ses illustrations ont été exposées au centre culturel La Marchoise à Gençay dans la Vienne.